# Ist sie nicht wunderbar?
Ist sie nicht wunderbar? (Originaltitel: Some Kind of Wonderful) ist eine US-amerikanische Filmkomödie aus dem Jahr 1987. Regie führte Howard Deutch, das Drehbuch schrieb John Hughes. Die Erstaufführung in Deutschland fand am 12. November 1987 statt.

## Handlung
Watts spielt Schlagzeug und ist mit Keith Nelson, einem KfZ-Mechaniker, befreundet. Sie gelten als Außenseiter an ihrer High School. Die schöne Amanda Jones gehört zur Mittelschicht und geht mit Hardy Jenns, einem reichen Jungen der Oberklasse.
Als Keith beginnt, für Amanda zu schwärmen, durchschaut er, dass Hardy sie nur benutzt und als Eigentum behandelt. Er bemüht sich sehr, Amanda näher zu kommen, und als diese Hardy schließlich den Laufpass gibt, verabredet er sich mit ihr. Watts wird sich langsam ihrer Gefühle für Keith bewusst. Trotz Eifersucht hilft sie ihm schließlich – nur um ihm klarzumachen, dass Amanda nicht seine Kragenweite ist.
Hardy empfindet eine große Demütigung und will den Widersacher mit Hilfe seiner Freunde fertig machen. Zuvor sprechen sich Amanda und Keith bei einer pompösen Verabredung aus. Sie gestehen sich ein, einander benutzt zu haben und starten einen Neuanfang. Die beiden werden von Watts chauffiert, die jede Gelegenheit nutzt, Amanda die Krallen zu zeigen.
Sie fahren zur Party im Elternhaus von Hardy, obwohl alle drei wissen, was dort geschehen soll. Keith weiß, dass er sich Hardy früher oder später stellen muss, aber Amanda bittet darum, Keith gehen zu lassen. Dafür verlangt Hardy seine Exfreundin zurück und besteht darauf, sie solle vor allen Gästen betteln.
Die Situation entspannt sich, als der Raufbold Duncan und seine Freunde zur Hilfe kommen. Keith hält sie zurück, weil Hardy sich genug selbst angetan habe. Stattdessen gibt Amanda ihm voller Genugtuung vor den Augen seiner Partygäste zwei Ohrfeigen.
Draußen treffen Amanda und Keith auf Watts, die am Wagen gewartet hat. Als diese sich verabschiedet, wird Keith bewusst, was er für Watts empfindet. Amanda fordert Keith auf, auf sein Herz zu hören und so rennt er Watts nach.

## Produktion
Dass Howard Deutch bei Ist sie nicht wunderbar? Regie führen sollte, war zunächst ausgemachte Sache. Doch in der Nachproduktion der Komödie Pretty in Pink überwarf er sich mit dem Produzenten John Hughes, der für jenen Film ein anderes Ende bevorzugte als sein Regisseur. Deutch wurde daher bereits in der Vorproduktion zu Ist sie nicht wunderbar? durch Martha Coolidge ersetzt. Diese kündigte jedoch nach etwa acht Wochen aufgrund von „kreativen Differenzen“; dies nur vier Tage vor Produktionsbeginn. Zum Zeitpunkt des Regiewechsels, waren alle Drehorte ausgesucht, alle Sets gebaut, alle Szenen im Storyboard festgelegt. Auch die Besetzung stand bereits. Coolidge verbrachte zuvor sehr viel Zeit darauf, den Film vorzubereiten. Ihre Einflüsse auf das Drehbuch sind im fertigen Film immer noch wahrnehmbar. Dass man sie erneut durch Deutch – der sich mit Hughes wieder zusammenraufen konnte – ersetzte, gefiel zu Beginn nicht allen Produktionsbeteiligten.
Der Film wurde vom 11. August 1986 bis Oktober 1986 in Los Angeles gedreht. Für die in der Schule spielenden Szenen wurde die San Pedro High School genutzt. Weitere Drehorte waren die Los Angeles Municipal Art Gallery, die Hollywood Bowl, das Los Angeles County Museum of Art und die Paramount Studios.
Die Uraufführung des Films fand am 23. Februar 1987 in Hollywood, Kalifornien statt. 4 Tage später startete der Film regulär in den US-amerikanischen Kinos.
Er spielte in den Kinos der USA und Kanada ca. 18,55 Millionen US-Dollar ein. Für einen John-Hughes-Film war dies zu diesem Zeitpunkt ein enttäuschendes Einspielergebnis.

### Casting
Nach dem Willen von John Hughes sollte eigentlich Molly Ringwald die Hauptrolle des „Drummer Girls“ (später: Watts) im Film spielen, sie lehnte jedoch das Angebot ab. Ihrer Meinung nach ähnelte das ursprüngliche Drehbuch zu sehr ihrem Filmerfolg Pretty in Pink, nur dass sie nun anstatt „Andie“ (den heimlich in Andie verliebten) „Duckie“ spielen sollte.
Nach der Absage von Ringwald konnte Mary Stuart Masterson bereits zu einem frühen Zeitpunkt der Vorproduktion für die Hauptrolle des Films gewonnen werden. Masterson hatte daher die Gelegenheit die Entwicklung ihres Charakters und des Drehbuchs von Anfang an zu beeinflussen. So definierte sie den als „Tomboy“ umschriebenen Charakter des „Drummer Girls“ nicht als ein Mädchen, das sich wünscht, ein Junge zu sein, sondern als Frau, die nicht willens ist, sich „als Sklavin einem weiblich manipulativen Paradigma zu unterwerfen“. Sie lehnte es ab, dass ihr Charakter sich selbst einen männlichen Vornamen – „Keith“ nach dem Schlagzeuger Keith Moon der Band The Who – geben sollte, daher einigte man sich auf den Nachnamen Watts (nach dem Stones-Schlagzeuger Charlie Watts). Auch war sie es, die die Idee hatte, Watts im Umkleideraum der Schule in Boxershorts herumlaufen zu lassen (anstatt in engen Jungenslips).
Für die Rolle der Amanda Jones wurde zunächst Kim Delaney gecastet. Doch Delaney wurde – ebenso wie der ursprünglich für den Part des Hardy vorgesehene Schauspieler Kyle MacLachlan – sofort nach der Demission der Regisseurin Martha Coolidge ersetzt. Eric Stoltz setzte sich dafür ein, dass man Lea Thompson für die Rolle der Amanda engagierte.
Auch Lea Thompson lehnte zunächst die Rolle der Amanda ab. Sie befürchtete laut den zum Film herausgegebenen Presseinformationen nicht hübsch genug zu sein, um die Schulschönheit spielen zu können. Sie gab jedoch später zu, in erster Linie neidisch auf ihre Kollegin Masterson gewesen zu sein, die die weitaus interessantere Rolle habe spielen dürfen; nur die dritte Hauptrolle zu übernehmen, behagte ihr nicht, zumal sie hoffte mit der von George Lucas produzierten Science-Fiction-Komödie Howard – Ein tierischer Held groß rauszukommen. Nachdem sich jener Film jedoch als Flop erwies, ließ sich die völlig verunsicherte Thompson von Eric Stoltz dazu überreden, die Rolle der Amanda anzunehmen. Dass Howard Deutch bei diesem Film Regie führen würde, schien ebenfalls ein ausschlaggebender Faktor für ihre Entscheidung gewesen zu sein. Deutch erlaubte es ihr, eigene Ideen einzubringen, um den Charakter der Amanda zu erweitern. So fand auch der von ihr gewünschte Aspekt der "Inneren Schönheit" in der Charakterisierung Amandas Berücksichtigung. Deutch und Thompson, die hier erstmals zusammenarbeiteten, heirateten zwei Jahre nach Fertigstellung des Films. Schon während der Dreharbeiten zeigte Deutch ein deutliches Interesse an der Darstellerin, die zu diesem Zeitpunkt noch mit Dennis Quaid liiert war. Doch die beiden fingen erst nach den Dreharbeiten und auf Werbetour für den Film an, miteinander auszugehen.
Deutch hatte zu Beginn der Vorproduktion Probleme damit, den richtigen Schauspieler für die männliche Hauptrolle zu finden. Ursprünglich war der Film mehr als Komödie im Stil von Ferris macht blau angelegt. Der Hauptcharakter – der zunächst noch Garth heißen sollte – ähnelte zudem eher dem Charakter Duckie aus dem Film Pretty in Pink. Es ist daher nicht verwunderlich, dass zunächst auch Jon Cryer (der Darsteller des Duckie in Pretty in Pink) mit dieser Rolle in Verbindung gebracht wurde. Nach dem zwischenzeitlichen Ausscheiden von Deutch und diversen Änderungen am Drehbuch, die einen Wechsel der Ausrichtung mehr zum Dramatischen hin aufwiesen, castete die kurzzeitig als Regisseurin vorgesehene Martha Coolidge jedoch Eric Stoltz als Keith. Diese Entscheidung wurde auch nach dem erneuten Regiewechsel beibehalten, obwohl Stoltz Vorbehalte gegen Deutch, diverse Umbesetzungen im Cast und weitere Änderungen am Drehbuch hatte. Offenbar befürchtete der als sehr ernst und gewissenhaft geltende Schauspieler jedoch, dass ein Ausstieg aus diesem Film – insbesondere nach dem Verlust der Rolle des Marty McFlys im Film Zurück in die Zukunft – seinen Ruf in der Branche beschädigen könnte.
Für die prägnante Nebenrolle der Laura Nelson, Keiths vorlauter Schwester, wurde die damals 16-jährige Maddie Corman gecastet. Diese glaubte jedoch die Rolle bereits verloren zu haben, nachdem sie in einem New Yorker Kino einen Teaser-Trailer des Films gesehen hatte, in dem Masterson als Watts Schlagzeug spielt. Zwei Tage später, am Tage ihres Schulballs, erlitt ihre Mutter einen schweren Schlaganfall. Durch Nachrichten auf dem Anrufbeantworter erfuhr Maddie fast zeitgleich, dass sie erneut zum Vorsprechen eingeladen wurde. Von ihrer stark geschwächten Mutter überredet, nahm sie an dem Vorsprechen teil, das in New York aufgezeichnet wurde, für das sie also kein direktes Feedback des in Los Angeles ansässigen Produktionsteams erhielt. Um ihre im Sterben liegende Mutter aufzumuntern, gab sie jedoch ihr gegenüber an, eine definitive Zusage erhalten zu haben. Erst zwei Wochen nach dem Tod der Mutter kam das tatsächliche OK der Produzenten. Corman betrachtete diese Rolle im Nachhinein für sich und ihre trauernde Familie, die sie nach LA zu den Dreharbeiten begleitete, als „Gottesgeschenk“.
Im ursprünglichen Drehbuch sollte Shayne, Amandas vermeintlich beste Freundin, eigentlich von einem „großen, eleganten schwarzen Mädchen“ gespielt werden. Im Film wurde sie schließlich von Molly Hagan verkörpert.

### Trivia
Wie im Fall von Pretty in Pink, benannte John Hughes auch diesen Film nach einem Songtitel. Das Lied Some Kind of Wonderful wurde erstmals von den Drifters im Jahr 1961 aufgenommen. Während der Dreharbeiten nahm auch die Gruppe The Blow Monkeys eine Coverversion dieses Liedes auf, es ist auf ihrem 1987 herausgebrachten Album She Was Only a Grocer's Daughter zu hören. Dies führte zu Spekulationen darüber, dass John Hughes auch diese Coverversion für den Film hatte nutzen wollen, jedoch letztlich aus unbekannten Gründen davon absah.
Im Drehbuch, der Romanfassung und offiziellen Presseinformationen des Studios wird Watts Charakter meist als „Drummer Girl“ (dt. „Schlagzeug-Mädchen“) umschrieben. Watts Vorname wird im Film nicht genannt, obwohl dies ursprünglich für die letzte Szene des Films vorgesehen war. Im originalen Drehbuch und im Roman zum Film lautet ihr voller Name Susan Watts. Masterson  erlernte für die Rolle extra das Schlagzeugspiel.
Der von Elias Koteas gespielte Duncan wird im Drehbuch und im Abspann des Films als „Skinhead“ geführt, obwohl sein Name im Film mehrmals genannt wird. Die von Lee Garlington gespielte Lehrerin Mrs. Albright wird im Abspann als „Gym Instructor“ aufgelistet, während der von Kenneth Kimmins gespielte Mr. Sauner im Abspann lediglich als „Detention Teacher“ auftaucht. Im ursprünglichen Drehbuch sollte die von Patricia Gaul gespielte Schul-Psychologin Mrs. Gale ein männlicher Charakter sein. Das blonde Mädchen, mit dem Hardy ausgeht, nachdem Amanda sich auf Keith einlässt, heißt dem Drehbuch und Abspann zufolge „Mia“, ihr Name wird im Film aber nicht genannt.
Die von David Bischoff geschriebene Romanfassung des Films erschien 1987 in einer von Bodo Baumann auf Deutsch übersetzten Version im Bastei-Lübbe-Verlag (Band-Nr.: 10 950, ISBN 3404109503).
Der Film fand über die Jahre in zahlreichen Film- und Fernsehproduktionen in Form von Zitaten und Anspielungen Erwähnung:
- In der Dawson’s-Creek-Episode Die Party ist aus (2002) zitiert Joey einen von Watts Sprüchen: „You break her heart, I break your face“ (in der deutschsprachigen Version des Films lautet das Watts-Zitat: „Wenn Du ihm sein Herz brichst, zerstör' ich Dir dein Gesicht!“).
- In der Gilmore Girls-Episode Der Kaffee danach (2004) beschreibt Lorelai eine Szene des Films als eine der Möglichkeiten, wie sie sich ein Date mit Luke vorstellt.
- Der TV-Film Totally Awesome (2006) parodiert mehrere romantische Komödien der 80er Jahre. Das Grundthema von Ist sie nicht wunderbar? wird hier wiederverwendet: Charlies beste Freundin ist in ihn verliebt, doch er hat nur Augen für die Schulschönheit. Er lässt sich von seiner Freundin zu seinen Dates herumfahren. Er wird ebenfalls in das Haus des Exfreundes der Schulschönheit eingeladen, wo man ihn zusammenschlagen will.
- Im Film Er steht einfach nicht auf Dich (2009) werden Szenen dieses Films gezeigt und eine Hauptperson vergleicht ihre Situation mit der von Watts und Keith.
- Der Film wird in Jelly (2010) erwähnt.
- Im Film Night City (2015) läuft Paul wie Keith in der Eröffnungsszene von Ist sie nicht wunderbar? auf den Zuggleisen entlang.

### Filmmusik
Der 1987 veröffentlichte Soundtrack zu Film enthält die folgenden Lieder:
1. Do Anything – Pete Shelley
2. Brilliant Mind – Furniture
3. Cry Like This – Blue Room
4. I Go Crazy – Flesh for Lulu
5. She Loves Me – Stephen Duffy
6. The Hardest Walk – The Jesus and Mary Chain
7. The Shyest Time – The Apartments
8. Miss Amanda Jones – The March Violets
9. Can’t Help Falling in Love – Lick the Tins
10. Turn to the Sky – The March Violets

Zu den nicht veröffentlichten, jedoch im Film zu hörenden Liedern zählen:
- Abuse – Propaganda
- Catch My Fall – Billy Idol
- Miss Amanda Jones – The Rolling Stones
- Beats So Lonely – Charlie Sexton
- She Sells Sanctuary – The Cult
- Pretty In Pink – Psychedelic Furs

Auch der von Stephen Hague und John Musser geschriebene Originalscore wurde noch nicht offiziell veröffentlicht:
- Love Themes – (Stephen Hague)
- Mall Revelations – (John Musser)
- Hidden Love – (Stephen Hague)
- Private Showing – (Stephen Hague)
- For The Right Reasons – (Stephen Hague & John Musser)

### Synchronisation
Die deutsche Synchronbearbeitung entstand 1987 in den Ateliers der Berliner Synchron GmbH in Berlin unter der Regie und nach einem Dialogbuch von Ronald Nitschke.
| Rolle        | Darsteller            | Synchronsprecher         |
| ------------ | --------------------- | ------------------------ |
| Keith Nelson | Eric Stoltz           | Frank Schaff             |
| Watts        | Mary Stuart Masterson | Melanie Pukaß            |
| Amanda Jones | Lea Thompson          | Simone Brahmann          |
| Hardy Jenns  | Craig Sheffer         | Nicolas Böll             |
| Cliff Nelson | John Ashton           | Friedrich Georg Beckhaus |
| Duncan       | Elias Koteas          | Thomas Petruo            |
| Shayne       | Molly Hagan           | Ulrike Möckel            |
| Laura Nelson | Maddie Corman         | Natascha Rybakowski      |
| Carol Nelson | Jane Elliot           | Marianne Lutz            |
| Cindy Nelson | Candace Cameron Bure  | Andrea Wick              |

Für den deutschsprachigen Trailer zum Film kamen andere Synchronsprecher zum Einsatz. Dort sprachen unter anderem Santiago Ziesmer (Keith), Maud Ackermann (Watts) und Klaus Sonnenschein (Cliff) die Hauptrollen.
Der Film erschien in der deutschen Synchron-Fassung u. a. auf den folgenden Medien:
- VHS:
  - Verleih CIC Video (ca. 91 min., Best.-Nr.: 2185)
- DVD:
  - Verleih Paramount (2002, Widescreen Collection, ca. 91 min., Best.-Nr.: P 450080, EAN 4010884500806)
  - Verleih Paramount (2003, Neuauflage, ca. 91 min. EAN 4010884500806)
- Blu-ray Disc:
  - Verleih Paramount (2021, Einzelversion & als Teil der John Hughes 5-Movie-Collection, ca. 95 min., EAN 5053083239909)

## Rezeption
Roger Ebert schrieb in der Chicago Sun-Times vom 27. Februar 1987, Ist sie nicht wunderbar? sei ein weiterer Film, in dem Hughes und seine Leute die „besondere Befähigung“ zeigen würden, einen unterhaltsamen Film über Teenager zu machen. Er zeige die Unsicherheit der Protagonisten, das Geben und den Schmerz. Alle Darstellungen seien ansprechend, vor allem jene von Masterson.
Filmdienst schrieb, der Film sei eine „oberflächliche Teenager-Variante des "häßlichen Entlein"-Motivs“. Er gleiche „inszenatorisch und schauspielerisch einem Serien-Produkt“ und berühre eher peinlich als er unterhalte.
Die Zeitschrift Cinema schrieb, die „Teeniekomödie“ sei ein „witzig-romantischer Liebesreigen“. Hughes und Deutch hätten eine „charmante Romanze“ geschaffen.

## Auszeichnungen
Lea Thompson gewann im Jahr 1988 den Young Artist Award in der Kategorie "Beste junge Darstellerin in einem Spielfilm, Drama".
Die Deutsche Film- und Medienbewertung FBW in Wiesbaden verlieh dem Film das Prädikat wertvoll.